# 瓦尼莫
瓦尼莫是太平洋島國巴布亞新畿內亞的城鎮，也是桑道恩省的首府，海拔高度3米，鎮內有天然海港，每年平均降雨量2,797毫米，主要經濟產業是木材業，三分之一居民信奉天主教，人口9,809。